# Cristianização (política)
Cristianização, na política brasileira, é a situação em que um candidato em uma eleição perde o apoio do seu partido político, que passa a apoiar outra candidatura com mais chances de vitória. A palavra é derivada de Cristiano Machado, que se candidatou à Presidência da República em 1950 pelo Partido Social Democrático (PSD). Ao longo da campanha eleitoral, embora formalmente apoiado pelo PSD, Cristiano viu-se abandonado pelos principais líderes, que passaram a defender a candidatura de Getúlio Vargas, do Partido Trabalhista Brasileiro (PTB), que acabou vencendo a eleição.

## Exemplos
Para além da situação de Cristiano Machado em 1950, outros exemplos de cristianização foram:
- Em 1985, Paulo Maluf era o candidato do Partido Democrático Social (PDS), que detinha maioria no Colégio Eleitoral. No entanto, grande parte do partido apoiou Tancredo Neves, do Partido do Movimento Democrático Brasileiro (PMDB), que assim venceu a eleição indireta;[3]
- Em 1989, o Partido da Frente Liberal (PFL) deixou de lado seu candidato oficial, Aureliano Chaves, e apoiou Fernando Collor, assim como o PMDB, que havia lançado a candidatura de Ulysses Guimarães;[4]
- Em 1994, o PMDB em muitas ocasiões deixou de lado seu candidato oficial, Orestes Quércia, para apoiar Fernando Henrique Cardoso. O PPR também deixou de lado seu candidato oficial Esperidião Amin para apoiar o candidato tucano.
- Em 2006, lideranças do Partido dos Trabalhadores (PT) priorizaram diálogos com José Serra em São Paulo e Aécio Neves em Minas Gerais, deixando de lado candidatos oficiais dos partidos, Aloizio Mercadante e Nilmário Miranda respectivamente.
- Em 2010, houve uma "cristianização cruzada": enquanto o Partido da Social Democracia Brasileira (PSDB) de Minas Gerais, liderado por Aécio Neves, não se esforçava pela campanha presidencial do paulista José Serra, adversário de Dilma Rousseff, o Partido dos Trabalhadores (PT) abandonava a chapa oficial formada por Hélio Costa e Patrus Ananias, abrindo caminho assim para o tucano Antonio Anastasia e criando informalmente a chapa "Dilmasia".[5]
- Em 2020, em São Paulo, muitos integrantes do Partido dos Trabalhadores (PT) deixaram de apoiar o candidato oficial do partido á prefeitura, Jilmar Tatto, para apoiar Guilherme Boulos, do PSOL.
- Em 2022, também em Minas Gerais, o Partido Liberal (PL), que tinha como o candidato Carlos Viana, se dividiu entre apoiar Viana e o atual governador Romeu Zema, do NOVO.[6] Por outro lado, Zema e o NOVO de MG também se dividiu para apoiar um candidato a presidência, com Zema fazendo acenos para o presidente Jair Bolsonaro, ignorando o candidato do partido, Luiz Felipe d'Avila.[7] Essa indefinição ainda causou um voto casado com Zema e Lula (PT) para presidente.[8] No final da eleição, Zema terminou com 56,18% dos votos, vencendo em primeiro turno, e Carlos Viana com apenas 7,23%, ficando em terceiro lugar. Para presidente o quadro em Minas Gerais, no primeiro turno, ficou: Lula 48,29% em primeiro, Bolsonaro com 43,60% em segundo e d'Avila com apenas 0,82%, terminando em quinto lugar, se saindo melhor do que no quadro nacional onde terminou em sexto e com 0,47% dos votos.[9]
- Em 2022, Padre Kelmon era o candidato do Partido Trabalhista Brasileiro (PTB). No entanto, praticamente o partido inteiro apoiou Jair Bolsonaro, do Partido Liberal (PL).